# Erlend Egeland
Erlend Johannessen Egeland (* 9. Februar 1988) ist ein Handballspieler aus Norwegen.
Der 1,97 Meter große und 85 Kilogramm schwere Rückraumspieler steht seit 2010 bei BSK/NIF unter Vertrag. Zuvor spielte er bei Kristiansand, Nærbø, Randesund und Øyestad IF.
Für die norwegische Nationalmannschaft steht Erlend Egeland im erweiterten Aufgebot für die Weltmeisterschaft 2011. Er bestritt bislang vier Länderspiele.